# Nützelmarter

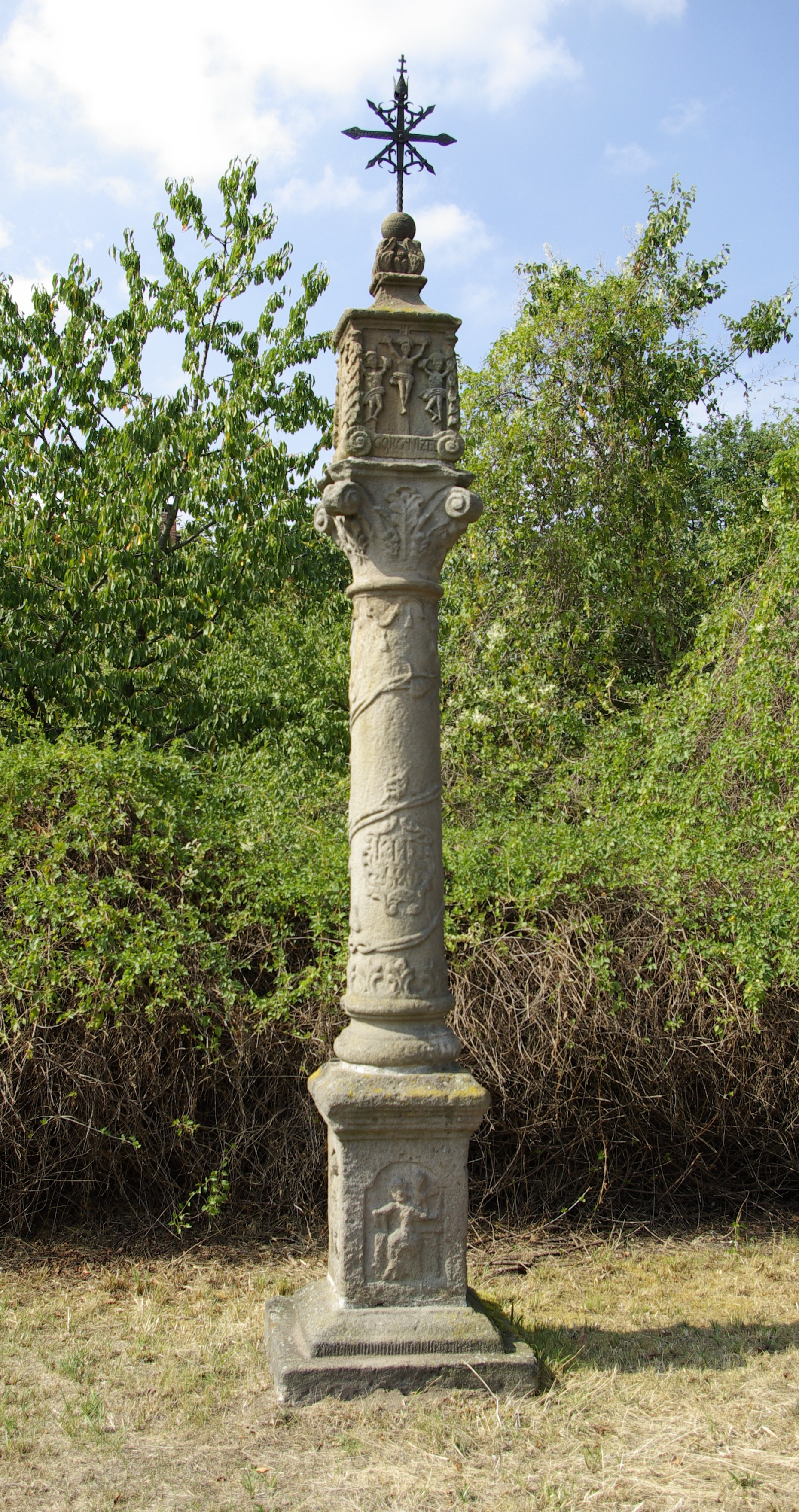
Die Nützelmarter, 2012

Die Nützelmarter ist ein historischer Bildstock im Erlanger Ortsteil Kosbach. Das Bayerische Landesamt für Denkmalpflege verzeichnet sie unter der Denkmalnummer D-5-62-000-1003.

## Standort
Der Bildstock befindet sich in einer Grünfläche an der Straßenkreuzung Am Deckersweiher / Hegenigstraße.

## Beschreibung und Geschichte
Die Nützelmarter gehört zu den am aufwendigsten gestalteten Bildstöcken der Umgebung. Der mit Weinranken verzierte Schaft ist als Korinthische Säule gestaltet. Die vier Darstellungen in der Ädikula zeigen verschiedene Heilige sowie die Kreuzigungsszene. Auf dem Sockel befinden sich Reliefs von Christus an der Geißelsäule, Maria mit dem Kind, Gottvater und eine auf gekreuzten Palmzweigen sitzende Gestalt.
Der Bildstock ist nach Georg Nützel benannt, dessen Name als „Gorg Nizel“ auf der Ädikula zu lesen ist. Die Nützelmarter zeigt außerdem die Jahreszahl 1803, weist aber insgesamt barocke Formen auf, wie sie für das ausgehende 17. Jahrhundert typisch sind. Tatsächlich befand sich auf ihr auch die heute nicht mehr lesbare, mit römischen Ziffern geschriebene Jahreszahl 1682. In den Jahren 2001 bis 2003 wurden auf Initiative des Heimat- und Geschichtsvereins Erlangen (Arbeitskreis Kosbach) und des Vereins Kosbacher Stad’l mehrere Bildstöcke der Umgebung renoviert, darunter auch die Nützelmarter.